# Malamatidia bohorokensis
Malamatidia bohorokensis là một loài nhện trong họ Clubionidae.
Loài này thuộc chi Malamatidia. Malamatidia bohorokensis được Christa L. Deeleman-Reinhold miêu tả năm 2001.